# Waldemar Christopher Brøgger (geolog)
Waldemar Christopher Brøgger, född 10 november 1851 i Kristiania (nuvarande Oslo), död där 17 februari 1940, var en norsk mineralog, geolog och paleontolog.

## Studietiden
Brøgger blev student 1869, studerade till en början zoologi och utgav 1872 en uppsats om Kristianiafjordens molluskfauna. Genom Theodor Kjerulfs föreläsningar väcktes emellertid snart hans intresse för geologin, och tillsammans med chefen för Norges geologiske undersøkelse, Hans Reusch, utgav han 1874 Jættegryder ved Kristiania och Vorkommen des Apatits in Norwegen. Vid apatitgruvorna vid Bamble hade Brøgger upptäckt jättestora kristaller av det sällsynta mineralet enstatit, och då han åtog sig att beskriva detsamma (Ueber grosse Enstatit-Kryställe, 1876) tillsammans med kristallografen Gerhard vom Rath, kom han därigenom in på den egentliga mineralogin. Han blev assistent vid Norges geologiske undersøkelse 1875, amanuens vid universitetets mineralsamling 1876 och universitetsstipendiat 1878.

## Resor
År 1876 företog han tillsammans med Reusch en resa till Korsika och Elba och undersökte efter hemkomsten Trondheimsområdet mellan Gulas och Orklas dalstråk, såväl i paleontologiskt som geologiskt hänseende (Om Throndhjemsfeldtets midlere afdeling mellem Guldalen og Meldalen, 1877). Ett par andra stratigrafisk-paleontologiska uppsatser från denna tid är Fossiler ved Øxna og Kletten (1875) och Om paradoxidesskifrene ved Krekling (1878). Åren 1875 och 1877 företog han undersökningar på Hardangervidda samt bekräftade och utvidgade därvid Tellef Dahlls iakttagelse om förekomsten av fossilförande skikt under kristalliniska bergarter. Åren 1877 och 1878 uppehöll han sig en längre tid i Tyskland och Frankrike för att göra sig förtrogen med den mikroskopiska petrografins nyaste undersökningsmetoder samt gjorde 1880 en studieresa till östersjöprovinserna under ledning av den ryske geologen och paleontologen Friedrich Schmidt.

## Tiden vid Stockholms högskola
Waldemar Christopher Brøgger utnämndes till professor i mineralogi och geologi 1881 vid Stockholms högskola (en plats, som han tillträdde på hösten 1882). Såsom universitetsprogram utkom 1882 Brøggers dittills mest omfattande och viktiga arbete, Die silurischen Etagen 2 und 3 im Kristianiagebiet und auf Eker. I paleontologiskt hänseende kan detta sägas utgöra fortsättning av arbetet över paradoxidesskiffrarna (etagen 1) vid Krekling, såsom enligt samma plan beskrivande de därnäst följande etagernas fossil, för vilkas stratigrafiska förekomst och intressanta mutationer noggrant redogörs. Arbetet innehåller dessutom en särdeles grundlig redogörelse för lagerbyggnaden, de märkliga förkastningarna och veckningarna, de märkvärdiga kontaktfenomenen mot de eruptiva bergarterna, därvid de klastiska bergarterna omvandlats till kristalliniska och så vidare.
Brøggers arbete såsom lärare vid Stockholms högskola var av stor betydelse både för hans egen utveckling och för de mineralogiska och geologiska studierna i Sverige. Med betydande stöd från högskolans styrelse lyckades han nyupprätta en mineralogisk och geologisk institution och förse densamma med en utmärkt uppsättning av instrument för kristallografiska och petrografiska undersökningar samt hopbringa en omfattande samling mineral, bergarter, mikroskopiska preparat och så vidare. Han räknade bland sina elever svenskar, norrmän, finländare och danskar, bland vilka många senare blev erkända inom den vetenskapliga världen. Under sin vistelse i Stockholm utgav Brøgger en stor mängd arbeten av mineralogiskt, geologiskt och paleontologiskt innehåll, bland vilka främst är att märka Die Mineralien der Syenitpegmatitgänge der südnorwegischen Augit- und Nephelinsyenite (1890), som av Vetenskapsakademien 1891 belönades med wallmarkska priset och av Geological Society of London med Murchisonmedaljen. Det innehåller ej blott beskrivning på ifrågavarande pegmatitgångars intressanta mineraler, utan redogör dessutom för de eruptiva bergarter, som förekommer inom området mellan Mjösen och Langesundsfjorden, för dessa bergarters märkliga bildningshistoria och så vidare.

## Åter i Norge
Efter att professuren i mineralogi och geologi vid Kristiania universitet genom Kjerulfs död 1888 blivit ledig, återvände Brøgger 1890 såsom dennes efterträdare till Norge. Han företog därefter vintern 1891–1892 resor till södra Europa, 1893 England och Skottland, 1894 Tyrolen, Schweiz och norra Italien, 1897 Finland och Ryssland, 1900 Nordamerika och så vidare. Av hans många arbeten kan ytterligare nämnas Die Eruptivgesteine des Kristianiagebietes (fyra delar, 1894, 1895, 1898 och 1921), som 1903 gav honom Spendiaroffs pris av den internationella geologkongressen i Wien, samt Norges geologi (1902), i "Norge i det 19:e aarhundrede". Han utgav även det omfattande arbetet Om de senglaciale og postglaciale nivåforandringer i Kristianiafeltet (1900). 
Av Brøggers senare arbeten kan nämnas Strandlinjens beliggenhed under stenalderen i det sydøstlige Norge (1905), varigenom han anknyter sina tidigare arbeten om senglaciala och postglaciala nivåförändringar till de arkeologiska data, samt Die Mineralien der südwestnorwegischen Granit-Pegmatitgänge (I, 1906), som utgör fortsättning på det 1890 utgivna storverket om mineralerna i syenit-pegmatitgångarna. Han höll på inbjudan föreläsningar vid amerikanska universitet och offentliggjorde, särskilt i tidningspressen, en mängd populärvetenskapliga artiklar huvudsakligen av geologiskt innehåll samt för att sprida kunskap om evolutionsteorin. 
Slutligen kan nämnas att det var Brøgger som 1896 tog initiativet till stiftandet av Norges största vetenskapliga fond, "Nansenfondet", och att han, då han var rektor vid universitetet, tog åtskilliga initiativ till reformer inom detsamma. Han var medlem av en mängd lärda samfund, bland annat Videnskabernes Selskab i Köpenhamn (1892) och Royal Society i London (1903) samt Vetenskapssocieteten i Uppsala (1889), svenska Vetenskapsakademien (1890), Vetenskaps- och vitterhetssamhället i Göteborg (1900) och Fysiografiska sällskapet i Lund (1903). Han tilldelades Wollastonmedaljen 1911. Han var aktiv inom politiken som ledamot av Stortinget 1906-09.